# キッドナッパー
『キッドナッパー』（仏語：Les Kidnappeurs、「誘拐犯たち」の意）は、1998年に上映されたフランスの映画。

## あらすじ
筋金入りの金庫破りで南仏の刑務所就役中のアルマン。彼の就役中、90万フラン使い込み山ほどの男と浮気し続けた彼の恋人のハッカー、クレール。カタギに戻ろうとするアルマンにクレールは大きな仕事を持ちかける。彼を必要としたのは短気ですぐに銃をぶっ放す見栄っ張りの詐欺師ユリス。周囲に恐れられている仁義高きロシアン・マフィア、フレディとジョーのメッシーナ兄弟の依頼で、リトアニアのマフィアから取引の際の不払い2000万フランを強奪する計画に、彼をつきあわせようというわけだ。しかし四人目の運転手として指名したのがドラッグ漬けのスピード狂でクレールの弟であるゼロ。彼のせいで刑務所に入るハメになったと反対するアルマンだが、結局この四人で組むこととなる。初日はあっけなさ過ぎるほどに仕事はうまくいくが、二日目には次々とヘマを犯したあげく、手に入れたのはチンケな小像とその場にいたリトアニア人を人質にとる事に。フレディは前金返せとユリスに詰め寄り、絶体絶命かと思われたが、当のメッシーナ兄弟はリトアニア人のフィンケルから「リトバク王子」を返してくれと言われていたので、その小像を受け取ると彼らを解放する。だがフィンケルは小像ではなくその人質こそリトバク王子だと激高し、弟を人質に取りリトバクを返せという。一方、事情を知ったユリスは解放したリトアニア人を探し、分け前に不満を持っていたゼロは金を奪って逃走。彼を意のままに操る恋人のニュアージュも加わり、事態は奇妙にややこしくなっていく。

## キャスト
※括弧内は日本語吹替
- アルマン - メルヴィル・プポー（小山力也）
- クレール - エロディ・ブシェーズ（深見梨加）
- ゼロ - ロマン・デュリス（檀臣幸）
- ユリス - イサーク・シャリー（フランス語版）（山路和弘）
- フレディ・メッシーナ - エリー・カコー（フランス語版）（中村秀利）
- ジョー・メッシーナ - リシャール・シュヴァリエ（中田譲治）
- ニュアージュ - エレーヌ・フィリエール（フランス語版）（本田貴子）
- フィンケル - パトリック・リザーナ（内田直哉）